# Time I
Albums de Wintersun
Wintersun (2004) The Forest Seasons (2017)
Time I est le second album du groupe de metal Wintersun. Il aura fallu huit années au groupe pour le sortir. Ce n'est pourtant que la première partie de l'œuvre Time, qui à l'origine aurait dû constituer un seul disque ; cependant, pour cause de mixage non terminé et de tournée imminente (Heidenfest 2012), le label a décidé conjointement avec le groupe de séparer l'album en deux parties.
Les influences japonaises sont très présentes sur Time I. L'album peut également suggérer des ambiances de musiques de films (l'aspect metal en plus), sentiment évoqué par les nombreuses orchestrations présentes. Le tempo moyen est bien plus lent et les guitares sont plus en retrait par rapport à l'album éponyme de Wintersun. Les compositions sont complexes et travaillées, la pièce "Sons of Winter and Stars" (de 13 minutes) contient par exemple plus de 200 pistes à elle seule. "Sons of Winter and Stars" ainsi que "Time" sont jouées en Drop C tuning (en) alors que "Land of Snow and Sorrow" est jouée avec un accordage moins courant, en Drop Bb.
La deuxième partie de l'album, Time II, est annoncée pour le premier trimestre 2014 bien qu'aucune date ne soit encore connue avec précision. Jari Mäenpää avait cependant annoncé reprendre le mixage en début de cette année, entre les deux tournées. Time II sortira finalement le 30 août 2024, soit 12 ans plus tard que Time II.

## Liste des titres
| No | Titre | Durée |
| -- | --- | ----- |
| 1. | When Time Fades Away | 4:08  |
| 2. | Sons of Winter and Stars I. "Rain of Stars" II. "Surrounded by Darkness" III. "Journey Inside a Dream" IV. "Sons of Winter and Stars | 13:31 |
| 3. | Land of Snow and Sorrow | 8:22  |
| 4. | Darkness and Frost | 2:22  |
| 5. | Time | 11:45 |

## Membres ayant enregistré
- Jari Mäenpää : chant, guitare, claviers
- Teemu Mäntysaari : guitare
- Jukka Koskinen : Basse
- Kai Hahto : Batterie